# شنبرگ (بایرن)
شنبرگ (به آلمانی: Schneeberg) یک منطقهٔ مسکونی در آلمان است که در میلتنبرگ واقع شده‌است.